# Arlind Ajeti
Arlind Ajeti, född 25 september 1993 i Basel, är en schweizisk-albansk fotbollsspelare (försvarare) som spelar för turkiska Bodrum.

## Karriär
Den 18 februari 2020 värvades Ajeti av danska Vejle. Den 24 september 2020 värvades Ajeti av italienska Reggiana, där han skrev på ett tvåårskontrakt.
Den 16 november 2021 värvades Ajeti av italienska Serie C-klubben Padova, där han skrev på ett ettårskontrakt med option på ytterligare ett år. Den 12 juli 2022 värvades Ajeti av Pordenone, där han skrev på ett tvåårskontrakt.
I juli 2023 värvades Ajeti av rumänska CFR Cluj. I september 2024 skrev han på ett treårskontrakt med turkiska Bodrum.